# 磷化二铁
磷化二鐵（英文：Iron Phosphide），化學式為Fe2P。在工業上，因為Fe2P和Fe3P的存在，會使鋼的強度、韌性和耐磨性大為降低，因此常用脫磷反應除去鋼中的磷含量。

## 制备
在实验室，磷化二铁可由五羰基铁为铁源，溶于1-十八烯后与作为磷源的亚磷酸三苯酯反应得到。单质铁在600°C以上可以通过还原三聚偏磷酸钠（(NaPO3)3）也能得到铁的磷化物，Fe2P主要以化学计量比的反应产生，铁过量会生成Fe3P，偏磷酸盐过量生成FeP：
20 (NaPO3)3 + 50 Fe → 10 Na2FeP2O7 + 10 Na4P2O7 + 2 P4O10 + P2 + 10Fe2P + 20 FeO
100 (NaPO3)3 + 50 Fe → Na2FeP2O7 + 7 Na4P2O7 + 32 P4O10 + 20 FeO + 10 Fe2P + P2
此外，反应生成的P4O10或P都可以进一步和铁反应，生成不同的磷化铁。